# جشنواره توس
سازمان جشنواره توس به ریاست فرح پهلوی در سال ۱۳۵۳ خورشیدی بنیان شد. این سازمان برگزارکننده جشنواره توس برای بزرگداشت استاد ابوالقاسم فردوسی توسی و شاهنامه بود. از نخستین وظایف سازمان دعوت بزرگان ادبیات پارسی و شاهنامه شناسان ایرانی و خارجی به توس و برگزاری جشنواره همه ساله توس بود. فرح پهلوی نخستین جشنواره توس را در ۲۳ تیر ۱۳۵۴ خورشیدی در تالار فردوسی دانشکده ادبیات دانشگاه فردوسی گشود. هدف از برگزاری جشنواره توس زنده کردن روح جوانمردی از راه بازگو کردن داستان‌های حماسی، اخلاقی و پهلوانی بود و بازگشت به ریشه‌های باستانی فرهنگ و اقوام ایرانی. جشنواره توس با ترتیب دادن برنامه‌های جانبی شامل نمایش، نگارگری ایرانی، نقاشی قهوه‌خانه‌ای سینما، موسیقی، نقالی، ورزش باستانی، و نمایشگاه‌های بی‌شمار به یک فستیوال ملی تبدیل گردید و شاهنامه و فردوسی را به میان مردم برد.
روز ۱۰ اردیبهشت ۱۳۴۷ آرامگاه فردوسی پس از نوسازی و تعمیر و مقاوم‌سازی دوباره گشوده شد گروهی از مسئولان، استادان و دانشجویان دانشگاه فردوسی در مراسم رسمی گشایش شرکت داشتند. پس از گشایش آرامگاه جدید، نام دانشگاه مشهد به دانشگاه فردوسی تغییر یافت.

## سازمان جشنواره توس
فرح پهلوی در شهریور ماه ۱۳۵۳ پس از پایان جشن هنر شیراز و ارزیابی دستاوردهای آن گفت: 
در جشن هنر شیراز امسال این فکر به وجود آمد که شاید جشنی در توس برپا شود، جشنی مربوط به شاهنامه و آن سنت نقالی و حماسه سرائی، البته این فکر، فکر جالبی است، برای شاهنامه سازمانی درست شده‌است. اکنون امیدوارم که با همکاری وزارت فرهنگ و هنر و کمک دستگاه‌های دیگر، همه ساله یک جشن برپا شود، جشنی مربوط به شاهنامه از نظر حماسه سرایی، داستان‌های ایرانی، شعر و بخصوص از لحاظ آثار هنری شاهنامه مانند مینیاتورهای آن و چیزی‌های دیگر که بدان مربوط است . . . . . . . . امیدوارم با ترتیب دادن این جشن سنت‌هایی که داشت از بین می‌رفت زنده شود و حفظ گردد . . . .
مهرماه سال ۱۳۵۳ در سازمان نو بنیاد جشنواره توس، نشستی برای تشکیل و سازمان دادن به این جشن برپا شد که ریاست آن با رضا قطبی بود. مدیر عامل جشن و هنر و نمایندگان وزارت فرهنگ و هنر و بنیاد شاهنامه، فرخ غفاری قائم مقام جشن هنر، دکتر ضیاء الدین سجادی استاد دانشگاه سرپرست رادیو تلویزیون خراسان، دکتر فروغ، دکتر ستاری، دکتر دبیر سیاقی، ایرج جهانشاهی و مهدی غروی نیز در جلسه بودند. رضا قطبی دربارهٔ پیدایش جشنواره توس وبرگزاری و سازمان آن به حاضران در نشست آگاهی داد و دکتر سجادیب به عنوان مدیر جشنواره انتخاب شد و به فرح پهلوی معرفی شد.
سازمان جشنواره توس برای اداره و برگزاری جشنواره توس از چهار بخش تشکیل می‌شد، و دارای شخصیت حقوقی بود و زیر نظر رئیس و هیئت امنا اداره می‌شد:
- گشایش و تشریفات
- کنگره علمی
- برنامه‌های هنری
- انتشارات سازمان

ویژگی‌های پیش‌بینی شده جشنواره توس عبارت بودند از:
- الف: هدف اصلی جشنواره در سال نخست بزرگداشت فردوسی توسی خالق شاهنامه بود و پس از اجرای نخستین جشنواره دربارهٔ چگونگی ادامه آن تصمیم گرفته خواهد شد.
- ب: جشنواره به شکل یک فستیوال ملی گسترده با شرکت هر چه بیشتر مردم و جوانان برگزار خواهد شد
- ج: در کنگره علمی کوچکی که برپای خواهد گردید شماری از دانشمندان ایرانی برای سخنرانی دعوت خواهد شد و کوشش می‌شود که نمایندگان مجامع علمی و فرهنگی جهان نیز در کنگره شرکت داشته باشند، گروه دانشمندان ایرانی که به جشنواره دعوت خواهد شد فقط در جلسات ایرانی که به جشنواره دعوت خواهد شد فقط در جلسات بحث و انتقاد شرکت می‌کنند و جشنواره یادنامه‌ای محتوی مجموعه مقالات علمی مستند که از طرف شرکت کنندگان و دیگر علاقه‌مندان تهیه می‌شود انتشار خواهد داد.
- د: شرکت مردم از راه تشکیل نمایشگاهی از نقاشی‌های قهوه‌خانه‌ای، برقراری مجالس نقالی و شاهنامه خوانی، اجرای موسیقی محلی خراسانی ورزش‌های باستانی صورت خواهد گرفت و در راه گسترش این هنرها و تشویق مردم به شرکت در نقالی و شاهنامه خوانی برنامه‌های گسترده ترتیب خواهد یافت.
- ه: شرکت جوانان باین صورت خواهد بود که مسابقه‌ای برای تهیه نمایشنامه، نمایش، فیلمنامه، فیلم موسیقی نامه و داستان و نقاشی بر مبنای شاهنامه، برقرار خواهد شد و وزارت فرهنگ و هنر و وزارت آموزش و پرورش اجرای این برنامه را بر عهده خواهند گرفت.

در وزارت فرهنگ و هنر، در جلسه‌ای که با حضور مقام وزارت تشکیل شد که در آن نمایندگان بنیاد شاهنامه نیز شرکت داشتند و بر آن شدند که بنیاد، برنامه‌ای را که توسط فرهنگ و هنر اجرا خواهد شد طراحی کند و آقای کاشفی مدیرکل همکاری‌های دیداری و شنیداری سرپرستی این امور را بر عهده گرفت. بنیاد شاهنامه و دانشکده هنرهای دراماتیک رهبری و همکاری با تهیه‌کنندگان نمایشنامه و نمایش و با جوانان هنرمند حرفه‌ای و آماتور که در زمینه نمایش کار می‌کنند بر عهده گرفتند. سازمان جشنواره توس از دبیرکل بخش‌های پژوهش و پژوهشگران بنیاد شاهنامه در دو گروه دعوت کرد که در جشنواره شرکت کنند.
پس از پایان نخستین جشنواره توس، سازمان جشنواره توس در نشستی با حضور ریاست سازمان و اعضای آن بر آن شدند که جشنواره توس همه ساله برگزار شود و حماسه شاهان و شخصیت آهنین سراینده اش خمیرمایه و محور اصلی این جشنواره باشد و جشنواره همراه با این اثر فنا پذیر، جلوه‌های دیگری از فرهنگ و هنر ملی ایران را که ایران بیشتر به خراسان، سرزمین آزادگان بستگی دارد به نمایش بگذارد.

## نخستین جشنواره توس
فرح پهلوی در روز دوشنبه بیست و سوم تیر ماه سال ۱۳۵۴ خورشیدی در تالار فردوسی دانشکده ادبیات دانشگاه مشهد نخستین جشنواره توس را گشود. دکتر پرویز ناتل خانلری اداره‌کننده جلسه بود. مدیر جشنواره با چامه‌هایی از شاهنامه فردوسی سخن آغاز کرد. از استاد جلال‌الدین همایی که به سبب کسالت در جشنواره نبود مقاله‌ای خوانده شد. استاد اشاره کرد «که زبان فارسی را به تباهی می‌کشند و چه بسا که در کتاب‌ها و روزنامه‌ها به عنوان چامه و مقاله و پژوهش ادبی جمله‌های ناهنجار و نادرست به چشم می‌خوردکه روح فردوسی و سعدی از آن بیزار و در شکنجه‌است و اگر در روی این پاشنه بگردد، دیری نمی‌گذرد که نسل بعد دیگر به هیچ وجه توان فهم و درک شاهنامه و دیگر کارهای ادبی ندارد».
بزرگان ادب ایران و فردوسی و شاهنامه شناسانی چون دکتر علی اکبر فیاض، مهدی غروی، دکترغلامحسین یوسفی، و علی رجایی در جشنواره‌ها سخنرانی‌های علمی ایراد کردند.
در جشنواره فیلمی از فریدون رهنما به نام "پسر ایران از مادرش بی خبر است" نشان دادند. پیش از این از رهنما کار دیگری بنام سیاوش در تخت جمشید دیده بودیم. فریدون رهنما با نمایش این دو فیلم نشان داد که فرهنگ ایران برای نشان دادن حماسه‌های ایرانی به تصویر پردازی نیاز دارد. فیلم کار روشنفکرانه‌ای بود. زندگی‌نامه‌ای که نومیدی‌ها و تلخی‌هایی که زاییده "عدم تفاهم " است بیان می‌کرد. فیلم گود مقدس "زورخانه " نیز در جشنواره توس بر روی پرده آمد.
نقالی و نمایش گوشه دیگری از جشنواره توس بود. مرشد ترابی، نقالی را از گوشه قهوه‌خانه به میان میدان آورده بود. نقال چابک و ریز نقش به نظر می‌رسید، حرکاتی شیرین و پرکشش و صدا و نعره‌ای پر توان و رعدآسا داشت. دو دست را که برهم می‌کوفت، صدا داخل آرامگاه حکیم می‌پیچید. مرشد نقل جنگ رستم و اشکبوس را می‌کرد و با عصای نیم زرعی و آداب اصیل نقالی بارها تماشاگران را به تحسین واداشت، گاه عصا را شمشیروار به حرکت درمی‌آورد و گاه عصا نقش اسبی تیز رو را می‌گرفت. با فراز و نشیب صدا، مرشد حرفش را به کرسی می‌نشاند و با سود جستن از چامه و نثر (نوشته) و طومار خوانی، نیرو و جاذبه شاهنامه را نشان می‌داد.
در جشنواره توس چند مرشد دیگر در نقالی درخشیدند، مرشد ابوالحسنی، مرشد صادق علی شاه، مرشد باقر، و آن که جوشش مهر ایران را به رگ‌ها فرستاد و پهلوان را به میدان آورد تا عشق ایران را حماسه جاودان کند، مرشدی به نام مرشد رادی بود. مرشد یه یاری ضرب زورخانه و آوازی بی‌همتا، عشق به ایران را نشان داد.
در نخستین جشنواره یک خشت مال چامه سرا با فیلم "شاهنامه و مردم" به کارگردانی حسن ترابی به همه معرفی شد. در این فیلم کارگردان پیوند گروه‌های گوناگون را با چامه‌های استاد ابوالقاسم فردوسی به تصویر درآورده بود. ارزش این فیلم در خشت مال و جامه سرایی بود به نام " حیدر یغما " که نقاشی و عملگی می‌کرد و در این فیلم رل خود را بازی می‌کرد.
در کنار هنرهایی که پایگاه مردمی پیدا کرد نقاشی‌هایی بود که در قهوه‌خانه‌ها، سر بینه‌های گرمابه‌های همگانی، سقاخانه‌ها، تکیه‌ها، قصابی‌ها و امامزاده‌ها آویخته می‌شد. در این شیوه هنرمند با یاری گرفتن از رنگ و روغن، کرباس؛ و گاهی تخته و با الهام از داستان‌های حماسی فردوسی یا رواین‌های مذهبی نقش‌هایی می‌آفرید. فرح پهلوی به سبب اصالت و مردمی بودن این هنر پشتیبان آن شدند و کلکسیونی از این روش نقاشی را به موزه نگارستان هدیه دادند.
در نمایشگاه جشنواره توس، تابلوهای قهوه‌خانه‌ای و خیالی‌سازی که برای داستان‌های فردوسی کشیده شده بود گردآوردی گردیده و به نمایش گذاشته شد. چشمگیرترین آن‌ها جنگ رستم و دیو سفید، گذشتن سیاوش از آتش، و جنگ رستم و خاقان چین بود.
۲۲ سخنرانی سودمند توسط دانشمندانی از ایران، پاکستان، هند، لهستان، انگلستان، شوروی، ترکیه، و آلمان ایراد شد که بحث و گفتگوهای سازنده‌ای را به دنبال داشت.

## دومین جشنواره توس
دومین جشن طوس از دوشنبه ۱۴ تیر تا جمعه ۱۸ تیر ۱۳۵۵در تالار فردوسی دانشکده ادبیات و علوم انسانی دانشگاه مشهد برگزار شد.
در این جشنواره بزرگداشت از فرمان رضا شاه به برگزاری هزاره فردوسی و ساختمان آرامگاه فردوسی انجام گرفت و این رضاشاه بود که هویت ایرانی را ۴۲ سال پیش از این تاریخ در جلوی مقبره فردوسی به ایران بازگرداند.
در این جشن ۹ سخنرانی مجموعاً ۹ سخنرانی از دانشمندانی از ایران، ایالات متحدة آمریکا، آلمان فدرال، و یوگسلاوی ایراد شد. از آلمان هانس مولر و از آمریکا شیلا بلر و مارینا سیمپسون، از یوگسلاوی زکا بشیر، از ایران ضیاالدین سجادی، مهدی غروی، انجوی شیرازی، احمد علی رجایی، علی رواقی سخنرانی کردند.
هانس مولر زندگی فردوسی و شاهنامه و تأثیر آن بر ادبیات آلمانی قرن هجده و نوزده را بررسی کرد که در این دوره حس ملی بودن نیز آلمان و فردوسی سرمشق شعرای المانی شد.
مانند اگوست هاینریش هوفمن فون فارلرز لبن ما که سرود ملی المان را نوشت. ها ینریش هاینه چامه‌ای دربارهٔ فردوسی نوشته‌است در این چامه دلسردی فروسی را از سلطان محمود غزنوی به شعر بیان کرده‌است و هاینریش هاینه در چامه‌های خود به بی اعتنایی به چامه سرایان گله کرد.
سخنرانی‌هایی تقدیم به عمر خیام نیشابوری انجام گرفت که سی سال پس از مرگ فردوسی در نیشابور زاده شد.

## سومین جشنواره توس
سومین جشن طوس، که در تیر ماه ۱۳۵۶، در تالار فردوسی دانشکده ادبیات دانشگاه فردوسی تشکیل شد. ۱۹ سخنرانی علمی را دانشمندانی از کشورهای ایران، مصر، ژاپن و ترکیه ایراد کردند.

## چهارمین جشنواره توس
جهارمین جشنواره توس در تیر ماه ۱۳۵۷ در حضور فرح پهلوی با انجام ورزش‌های زورخانه‌ای آغاز شد. گود زورخانه جولانگاه پهلوانان ورزش‌های باستانی بود. در جهارمین جشنواره از میان ۶۶۷ کشتی‌گیر از شانزده شهر و بخش سرزمین خراسان، هشتاد و چهار پهلوان انتخاب شدند نا همراه با پهلوانان زابلی دست و پنجه نرم کنند. پس از کشتی‌های محلی ایرانی در جایگاه ویژه‌ای در آرامگاه حکیم ابوالقاسم فردوسی برنامه‌های موسیقی دو تار و آواز شمال خراسان اجرا شد. دیدار هنرمندان بخش حمرا و گل‌افروز ز که نوازندگان دو تار بودند و نیز تماشای برنامه‌های آق مراد چاریوف اجراکننده موسیقی ترکمنی ساعت‌ها به درازا کشید.
شاهنامه خوانی، نمایش فیلم «لات جوانمرد» جند تئاتر نمایش عروسکی و فیلم شاهد از بوریس گیمیاگروف در سینمای شهر فرنگ مشهد نمایش داده شد. نمایشی از پوریای ولی نوشته محمد هاشمی با استفاده از نوشته‌های کهن بر روی صحنه رفت. برنامه‌های نمایشی دیگری چون گرگین و خوبچهر، گیل گمش و صدای پای فریدون در جشنواره چهارم توس اجرا شد. درگوشه‌ای دیگر در آرامگاه خیام قطعاتی از موسیقی ایرانی به وسیله گروه سماعی به ترنم درآمد.